# Jalandhar
|  | Per a altres significats, vegeu «Jalandhar (desambiguació)». |

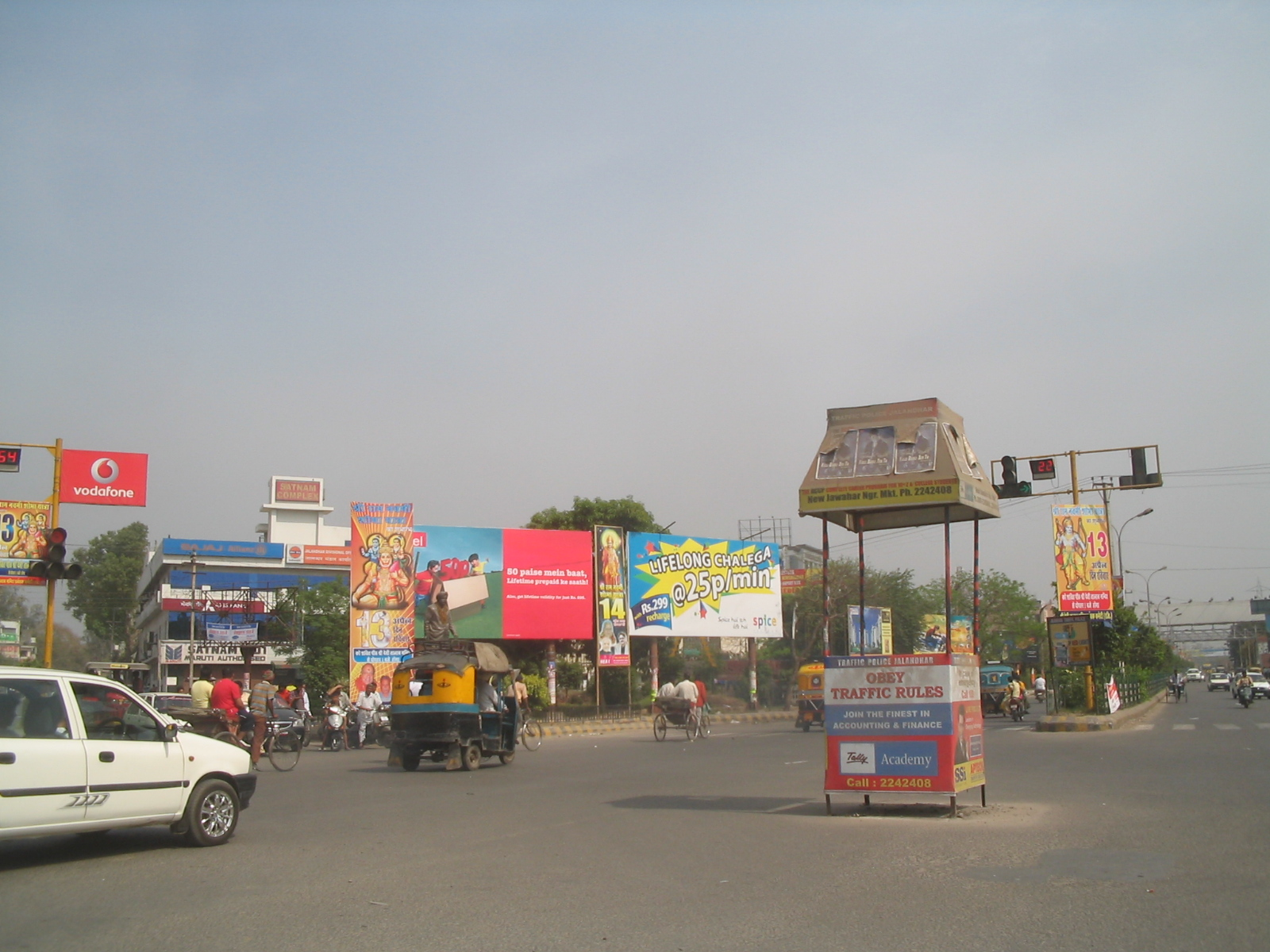
BMC Chowk

Jalandhar (panjabi ਜਲੰਧਰ, hindi जलंधर) és una ciutat i municipalitat, capital del districte de Jalandhar i de la divisió de Jalandhar, a l'estat del Panjab (Índia). Fou coneguda com a Prasthala al Mahabharata. El seu nom alternatiu és Jullundur emprat sovint pels britànics. La seva població al cens del 2001 era de 709.255 habitants. La població el 1901, incloent els quarters, era de 67.735 habitants. El 1868 eren 50.067 i el 1881 eren 52.119.

## Història
Vegeu: Districte de Jalandhar
Al segle xvii es va fundar pels ansaris shaykhs l'important barri de Basti Shaikh Darwesh (7019 habitants el 1901); un altre barri important era Basti Danishmandan (2.770 habitants el 1901). El 1846 va esdevenir capital de divisió i es va fundar el "cantonement" (camp militar amb més de 13.000 ocupants el 1901) i el 1849 fou capital del districte del seu nom. El 1867 es va fundar la municipalitat. El 1947 molts musulmans residents de la ciutat van haver d'emigrar al Pakistan, però hi van arribar molts hindús.

## Economia

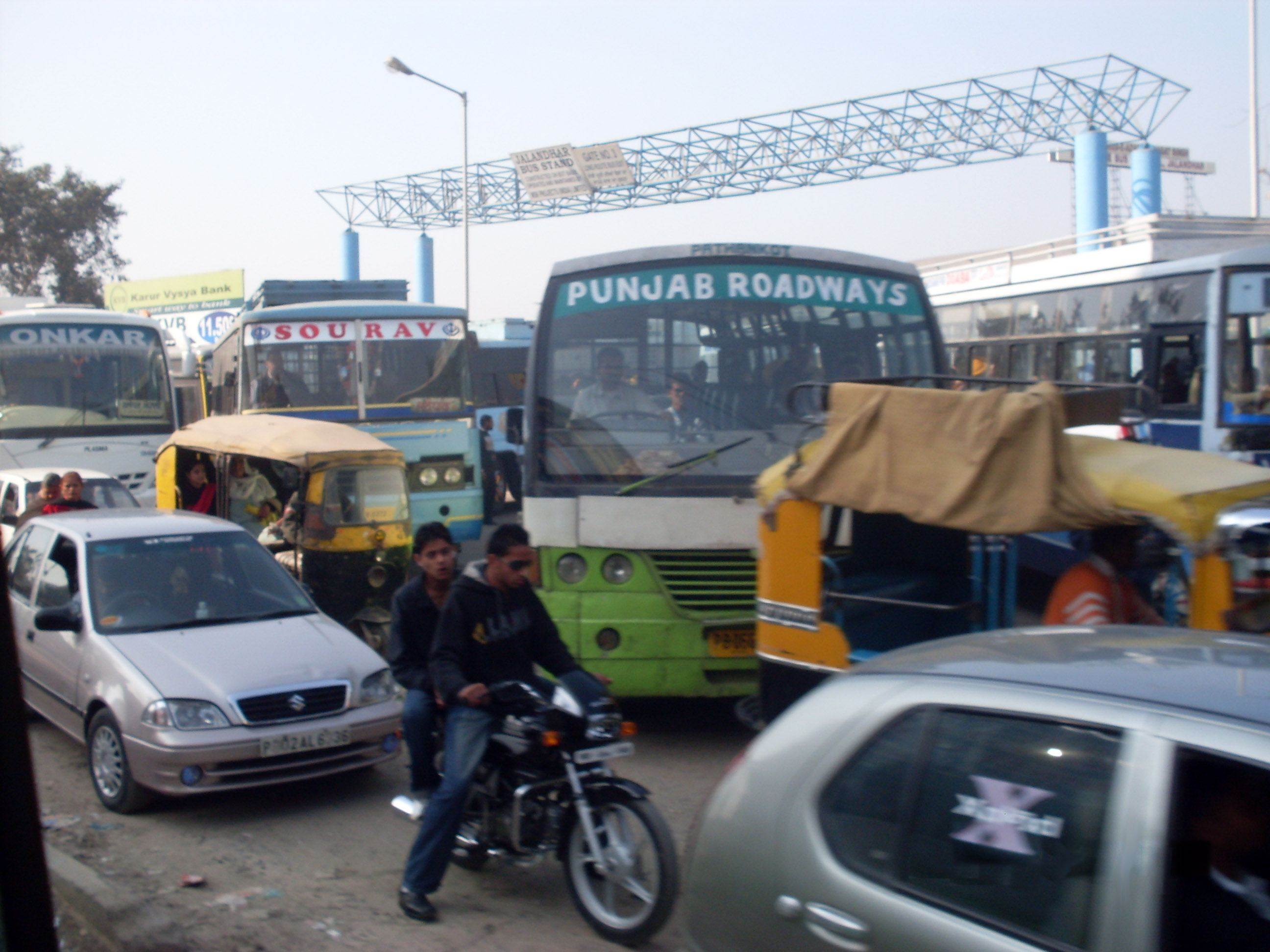
Jalandhar, parada de bus

És la major productora del món de bosses d'eines i davantals de cuiro. Hi ha també industria de components electrònics.

## Agermanaments
- Wolverhampton, Regne Unit
- Sydney, Austràlia
- Calgary, Canadà